# Sofiebergsåsen
Sofiebergsåsen är ett naturreservat i Eskilstuna kommun i Södermanlands län. Området ligger cirka en mil nordost om centrala Eskilstuna, strax nordväst om Kjula kyrka. Sofiebergsåsen ingår i Natura 2000. Naturreservatet består av två delar där den norra är större, högre och mindre skogbeklädd än den södra som består av tätare skog och inte höjer sig lika mycket över det omgivande landskapet. Uppe på den 25 meter höga åsen har man god utsikt över det omgivande odlingslandskapet. Området är känt för en stor förekomst av Backsippa.

## Naturreservatet
Syftet med reservatet är att bevara åsbildningarna och vegetationen. Tidigare var tallar och enträd mer utbredda i området men dessa har nu gallrats till förmån för växter och djur som behöver mycket solljus, något som har visat sig vara framgångsrikt.
Området har sedan lång tid tillbaka utnyttjas som betesmark och görs så även idag. År 4 april 1976 klassade länsstyrelsen området som interimistiskt naturreservat. Tre år senare förlängdes detta förordnande med ytterligare tre år för att sen i mars 1982 bli klassat som naturreservat.
Efter beslut av naturvårdsverket år 2000 räknas Sofiebergsåsens norra del som ett område av riksintresse för naturvården i Södermanlands län. Det anses vara länets "länets värdefullaste torrängsbacke" och området har en för länet unik förekomst av Backsippa, med ibland 10 000-tals blommor. Sofiebergsåsen ingår därmed i "naturvårdsverkets nationella bevarandeplan för odlingslandskapet".
Arter som framhålls är förutom nämnda Backsippa även Backtimjan, Backnejlika, Brudbröd samt Kattfot. Här finns även länets enda förekomst av Svartfläckig blåvinge. Skalbaggar att nämna är kulbaggen Porcinolus murinus och Nyckelpigan Coccinella magnifica. Bland fåglar märks Hämpling, Gulsparv och Ortolansparv. Här finns även Kruståtel och Fårsvingel samt svamparna Skålröksvamp och Toppvaxskivling.

### Fornminnen
Ett fornminne i form av ett gravfält finns i den södra delen av naturreservatet.

## Bilder

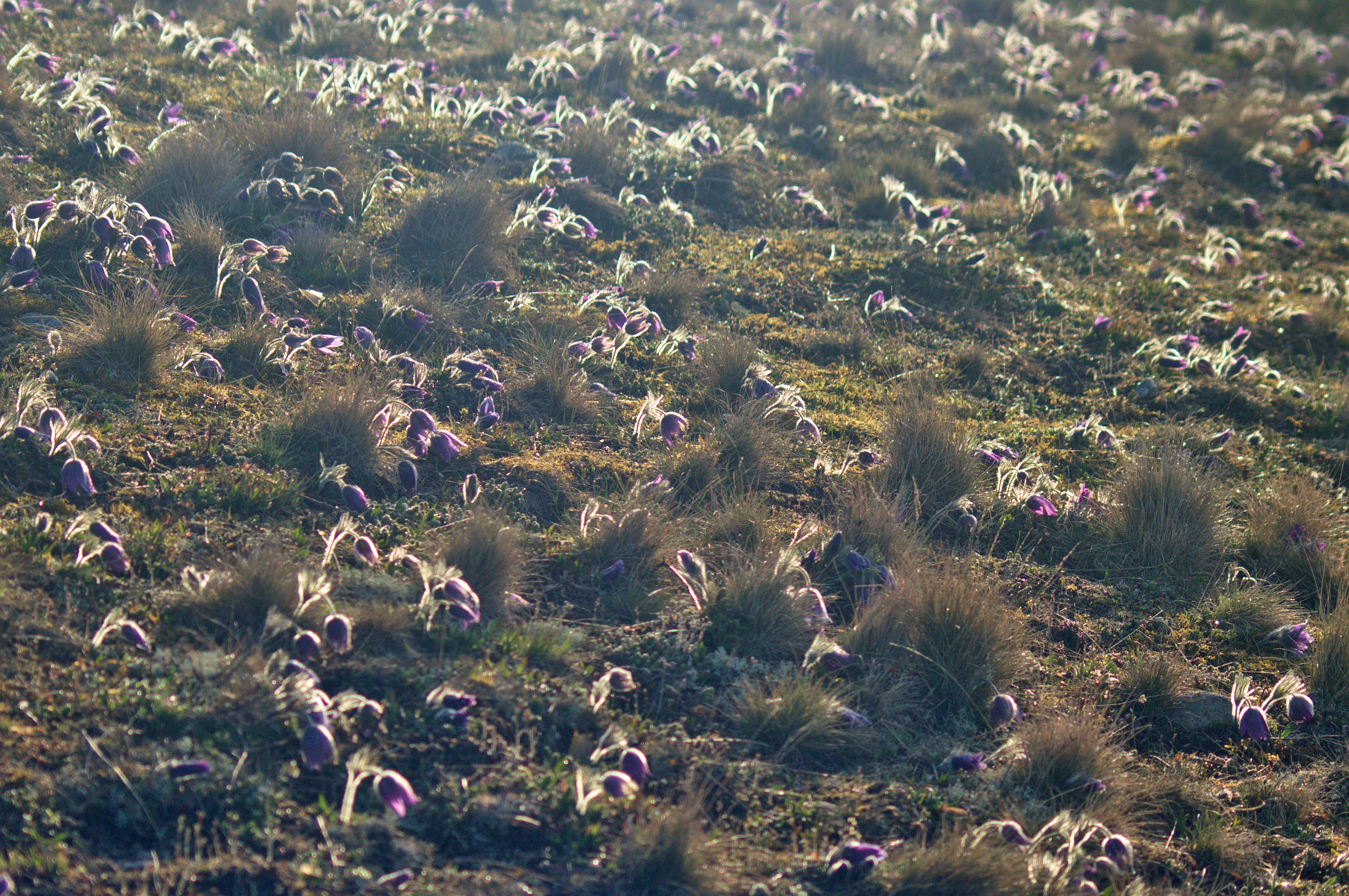
Backsippor på Sofiebergsåsen.
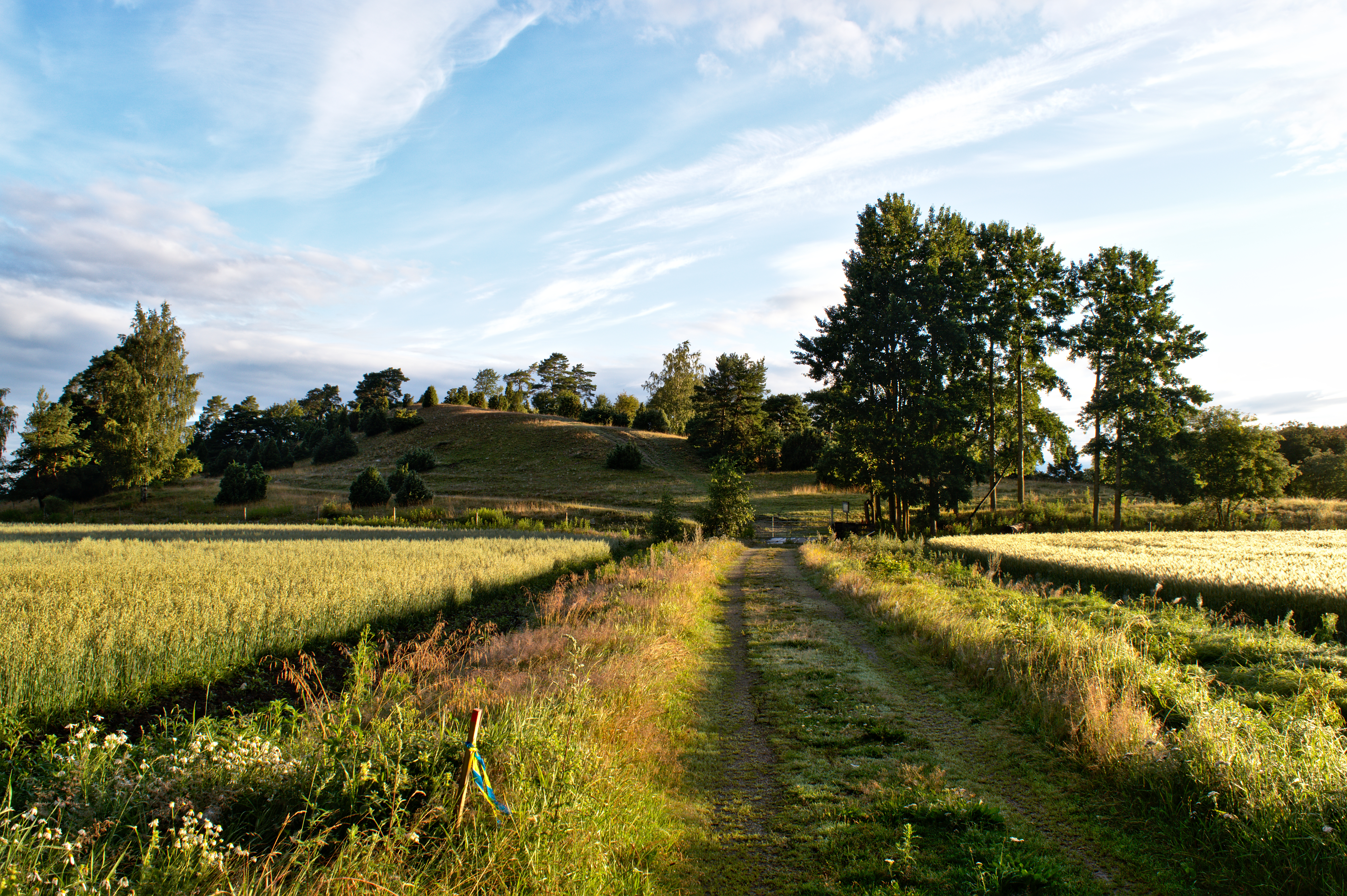
Åsen sedd från den lägre marken runtomkring.
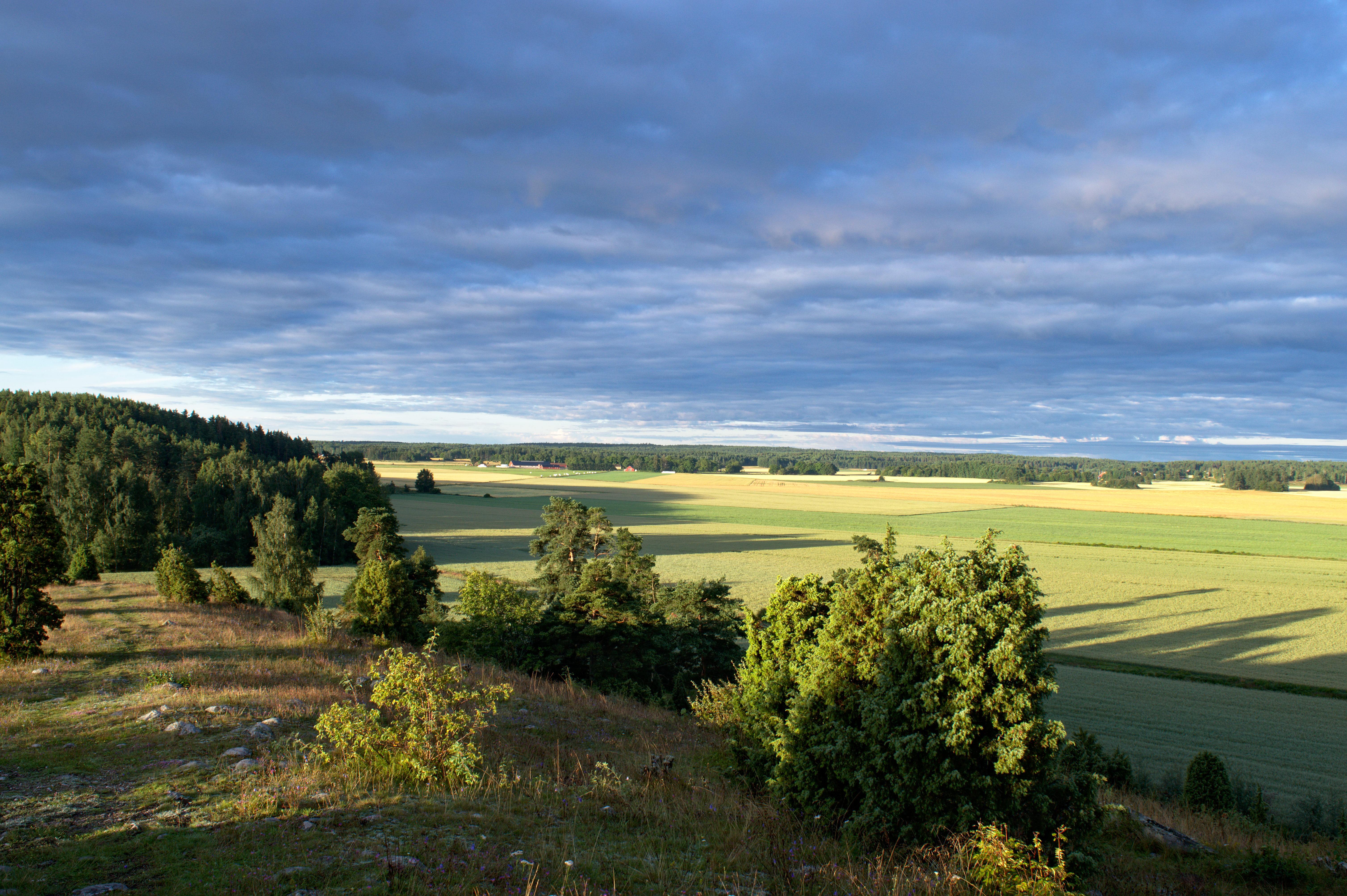
Från åsen ser man en stor del odlingslandskapet runtomkring.
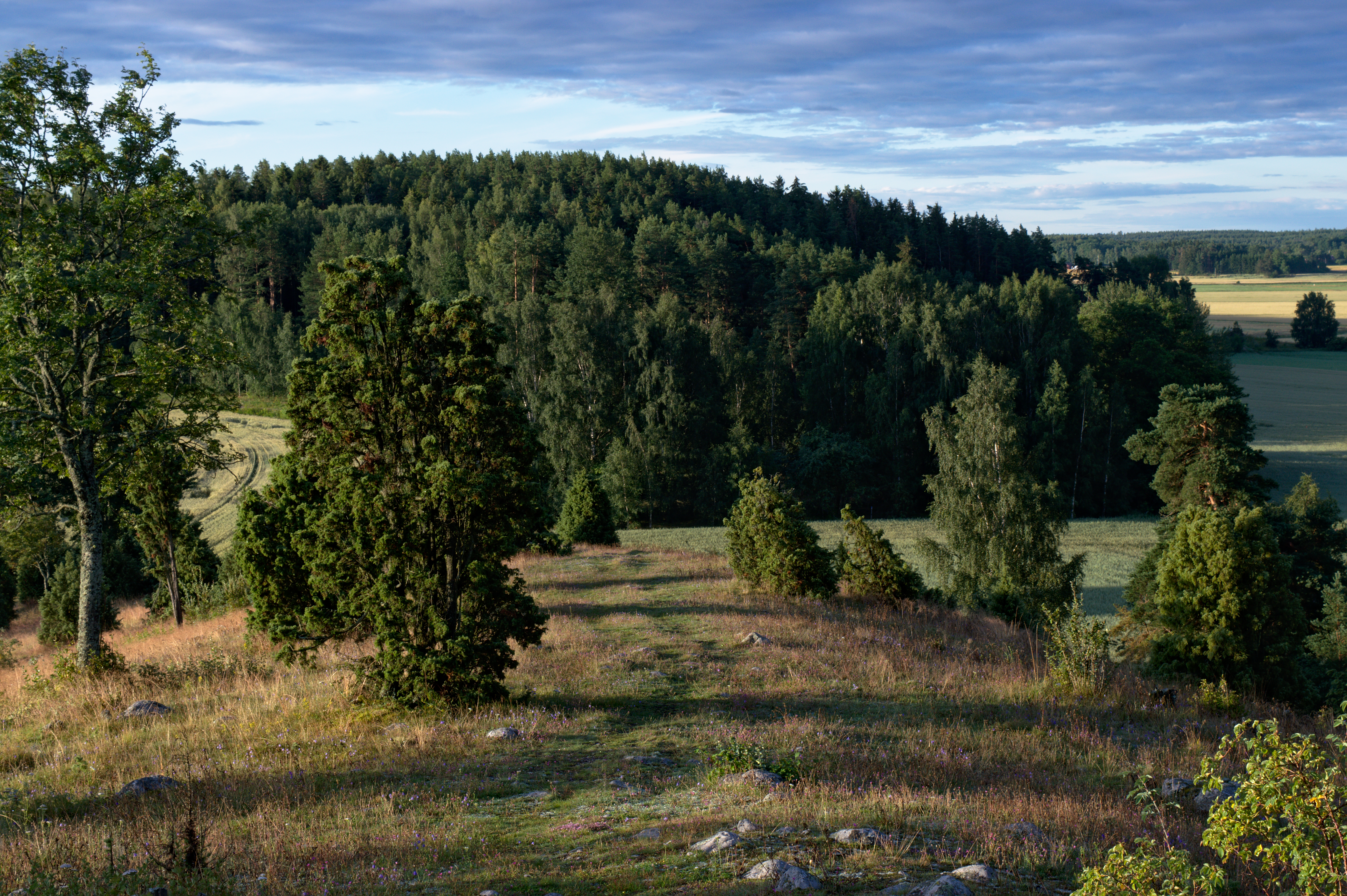
Vy från åsen. Skogen som syns i mitten av bilden är den mindre, södra delen av naturreservatet.
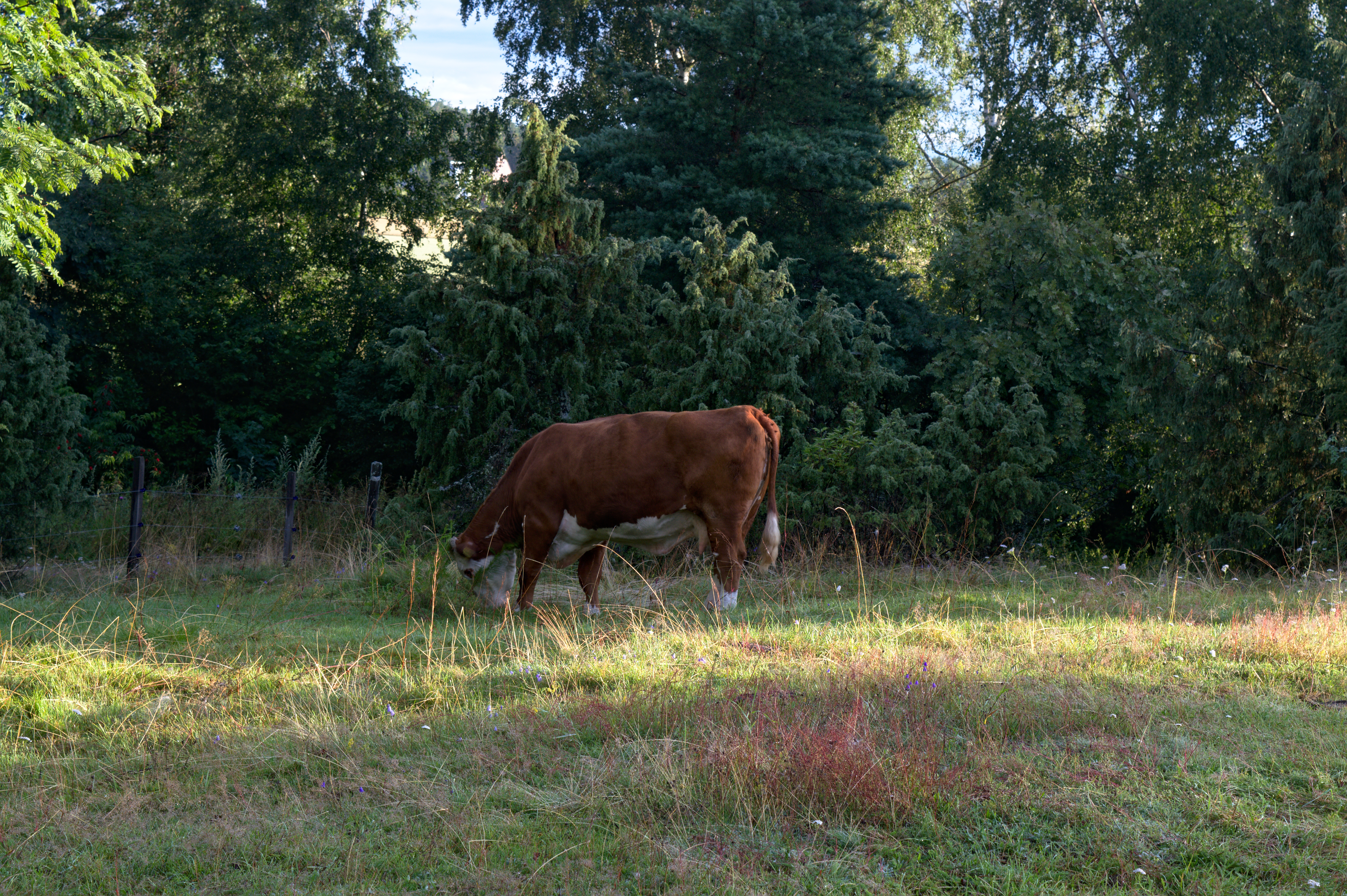
Kor betar i naturreservatet.
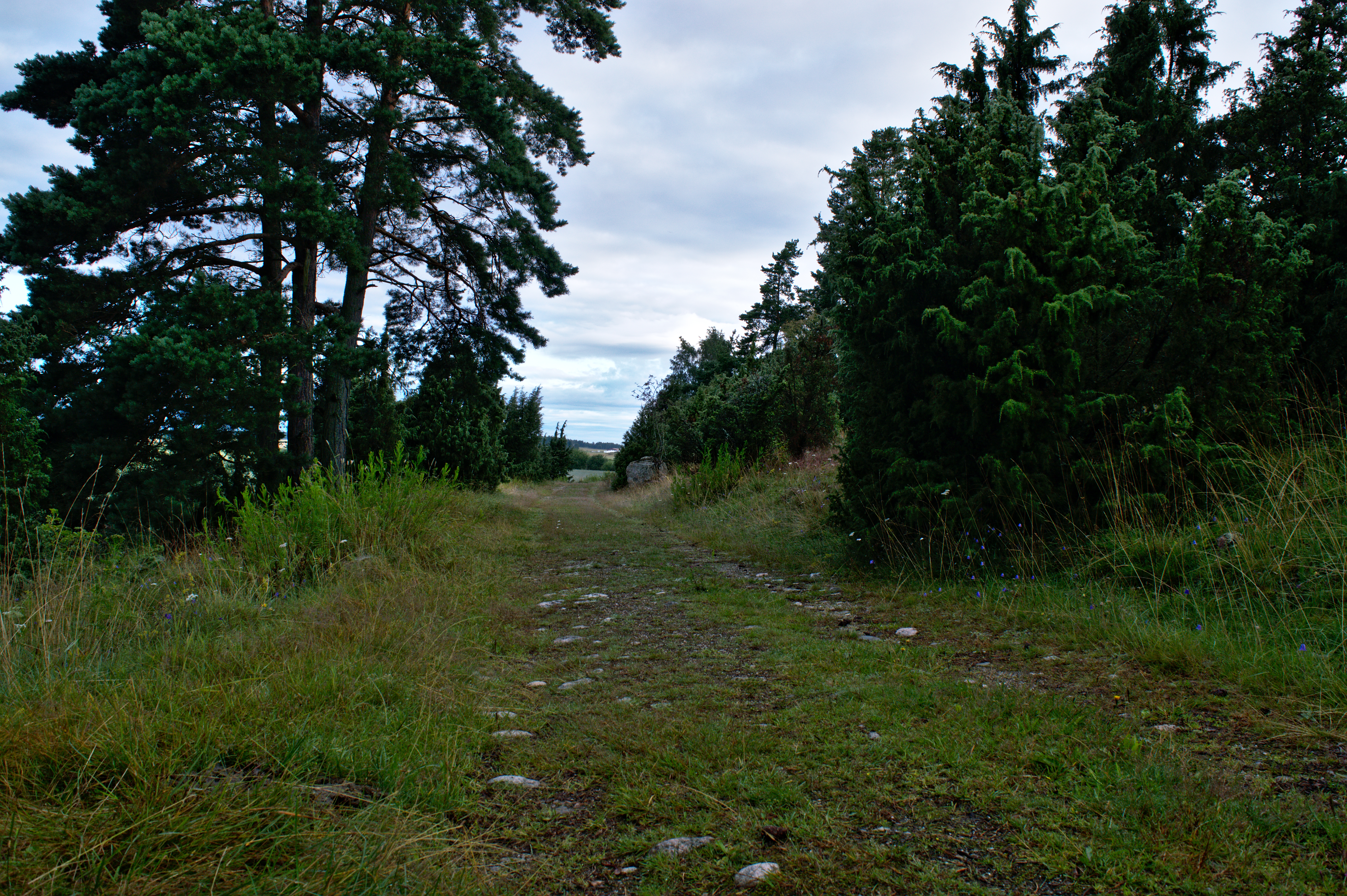
Väg längst västra sidan av åsen.